# Consejos a un amigo sobre cómo elegir una amante
"Consejos a un amigo sobre cómo elegir una amante" es una carta de Benjamin Franklin con fecha del 25 de junio de 1745, en la que Franklin aconseja a un joven sobre cómo canalizar sus impulsos sexuales. Debido a su naturaleza licenciosa, la carta no se publicó en colecciones de artículos de Franklin en los Estados Unidos durante el siglo XIX. Decisiones de los tribunales federales de mediados a finales del siglo XX citaron el documento como una razón para revocar las leyes de obscenidad.

## Texto
El texto comienza advirtiendo a un joven todavía no se conoce una cura para los impulsos sexuales y que la solución adecuada es tomar esposa. Luego, dudando de que el supuesto lector realmente se case, Franklin menciona varias ventajas del matrimonio. Como consejo complementario en caso de que el destinatario rechace todos los argumentos anteriores, Franklin enumera ocho razones por las que es preferible una amante mayor a una joven. Las ventajas incluyen mejor conversación, menor riesgo de embarazo no deseado y "mayor prudencia con las futuras intrigas".
Según John Richard Stevens, el destinatario anónimo es un amigo de Franklin llamado Cadwallader Colden. Se desconoce si Franklin hablaba en serio o si la carta alguna vez fue entregada. Bien sea seria o humorística, la carta tiene abundante contenido sexual.

## Censura
La carta no fue el único documento de Franklin que las generaciones posteriores a él censuraron, mientras que incluso la faceta obscena de los escritos de Franklin fue aceptada durante su propia época. Aunque la carta sobre la amante no se publicó durante su vida, las obras públicas de Franklin incluyen un ensayo llamado "Tirarse un pedo con orgullo". Un pasaje de su Autobiografía describe un intento fallido de seducir a la amante de un amigo. Como observa John Semonche en Censoring Sex: A Historical Journey Through American Media, la autobiografía fue muy leída durante el siglo XIX debido a sus lecciones morales, pero el pasaje sobre la seducción fallida fue modificado varias veces o eliminado por completo. La carta sobre la amante se omitió en las publicaciones de las obras de Franklin del siglo XIX y, según algunos relatos, fue seleccionada para ser suprimida.
Esta censura se produjo tanto de manera informal como conforme a la ley. El primer estado en promulgar una legislación sobre obscenidad fue Vermont en 1821. Durante las décadas siguientes, todos los Estados, excepto Nuevo México, adoptaron leyes similares. Más adelante, la Ley Comstock de 1873 tipificó como delito federal la circulación de material "obsceno, impúdico y/o lascivo" por correo.
Aunque Franklin tuvo amantes a lo largo de su vida (incluida una amante aún desconocida que dio a luz a su único hijo William Franklin), tales circunstancias eran incompatibles con las sensibilidades patrióticas de un siglo después.

## Citas
A mediados del siglo XX, los jueces federales de los Estados Unidos citaban la carta con un razonamiento originalista para revocar las leyes sobre obscenidad. Una opinión de apelación de Jerome Frank de 1957 nombró "Consejos a un amigo para la elección de una amante" junto con "El discurso de Polly Baker" como dos ejemplos que, conforme a la ley promulgada posteriormente, habrían condenado a uno de los principales padres fundadores del país por cargos federales de obscenidad si hubiera sido escrito y enviado por correo.